# Lac Bassignac
Lac Bassignac är en sjö i Kanada.   Den ligger i regionen Nord-du-Québec och provinsen Québec, i den östra delen av landet, 1 400 km norr om huvudstaden Ottawa. Lac Bassignac ligger 132 meter över havet. Arean är 2,7 kvadratkilometer. Den sträcker sig 4,1 kilometer i nord-sydlig riktning, och 2,6 kilometer i öst-västlig riktning.
Omgivningarna runt Lac Bassignac är i huvudsak ett öppet busklandskap. Trakten runt Lac Bassignac är nära nog obefolkad, med mindre än två invånare per kvadratkilometer.